# 馮汝騤
冯汝骙（？—1911年），字星岩，河南祥符县（今属开封市）人，清朝官员，进士出身，祖籍安徽绩溪冯村。

## 生平
冯汝骙为光绪九年（1883年）癸未科进士，同年五月，改翰林院庶吉士。光緒十二年四月，散館，俱著以部属用。授户部主事，充任军机章京，累迁郎中。出任四川顺庆府知府，因母丧丁忧去职。守丧结束，起用为山东青州府知府，调直隶大名府。光绪三十一年（1905年），迁湖北盐法分守武昌道。次年，调任安徽徽宁池太道，又迁甘肃按察使。不久，升任陕西布政使，擢浙江巡抚。光绪三十四年（1908年），改任江西巡抚，任内整顿税务，推行新政。
宣统三年（1911年），武昌起义爆发，长江下游各省震动。南昌新军起事响应，推举汝骙为都督，宣布独立，汝骙坚决拒绝，于是被遣送离开省城。行至九江，汝骙服毒自尽。清廷谥忠愍。《清史稿》有传。

## 家庭
- 祖父馮朝相。
- 父馮端禮（字子由），任湖北知县。
- 胞叔咸豐丙辰科二甲進士馮端本（字子立），广州府知府、两广盐运使司盐运使；与翁同龢进士同榜。馮端禮、馮端本兄弟在北京西南郊的小屯庄有“冯氏花园”，园凡数十亩（据《翁同龢日记》）。
- 胞兄光緒丙子恩科二甲進士馮汝騏。妻張氏，其胞兄同治辛未科三甲進士張祖謨，祖父安徽布政使張光第。
- 妻朱氏，其曾祖父嘉慶丁丑科三甲進士朱士達。
- 子馮邁。馮遵[6]。馮迪，妻徐緒明，其父光緒十二年（1886年）丙戌科进士徐世昌。
- 女馮氏，嫁宣統三年（1911年）游學及畢業進士张玮（其父光緒二年丙子恩科二甲進士張仁黼，原名張世恩，与儿媳之胞叔冯汝骐进士同榜）。
- 孙冯纪忠，中国现代建筑学与园林学家。

## 延伸阅读
[在维基数据编辑]
 《清史稿·卷469》，出自趙爾巽《清史稿》